# Carregado (stacja kolejowa)
Carregado (port: Estação Ferroviária de Carregado) – stacja kolejowa w Carregado, w regionie Lizbona, w Portugalii. Jest obsługiwana wyłącznie przez pociągi podmiejskie CP Urbanos de Lisboa, przez Linha da Azambuja.

## Historia
Odcinek między Lizboną i Carregado została otwarta w dniu 28 października 1856. W tym samym czasie otwarto stację kolejową. Była to pierwsza linia kolejowa na terenie Portugalii. Na ceremonii otwarcia, pawilon kolejowy został zbudowany obok budynku dworca. Sam pawilon udostępniono dla podróżnych 31 lipca 1857 roku.
W dniu 28 kwietnia 1956 roku, odbyła się inauguracja zelektryfikowana linii, na odcinku od Lizbony i Carregado.

## Linie kolejowe
- Linha do Norte